# Shahrestān di Miandoab
Lo shahrestān di Miandoab (farsi شهرستان میاندوآب) è uno dei 17 shahrestān dell'Azarbaijan occidentale, in Iran. Il capoluogo è Miandoab. Lo shahrestān è suddiviso in 3 circoscrizioni (bakhsh): 
- Centrale (بخش مرکزی)
- Baruq (بخش باروق)
- Marhemet abad (بخش مرحمت آباد)